# Portrait de la jeune fille en feu
Portrait de la jeune fille en feu (tiếng Anh: "Portrait of a lady on fire"; tạm dịch: Chân dung người phụ nữ bên ngọn lửa) là một bộ phim đề tài chính kịch cổ trang của Pháp do Céline Sciamma đạo diễn kiêm viết kịch bản, phát hành năm 2019.
Phim đã giành được Giải thưởng cho kịch bản xuất sắc nhất và Queer Palm tại Liên hoan phim Cannes 2019, Giải thưởng César cho phim có hình ảnh tốt nhất tại Lễ trao giải César lần thứ 45 năm 2020, và nhiều giải thưởng khác.

## Tóm tắt
Vào cuối thế kỷ XVIII, Marianne - một họa sĩ trẻ - đang dạy một lớp vẽ tranh cho phụ nữ. Một học viên, nhìn thấy bức Portrait de la jeune fille en feu (Chân dung cô gái trên ngọn lửa) bắt đầu hỏi Marianne về câu chuyện đằng sau bức tranh.
Nhiều năm trước, Marianne đến một hòn đảo gần Brittany để vẽ chân dung cho con gái một nữ bá tước, chuẩn bị cho cuộc hôn nhân với một quý tộc ở Milan. Tuy nhiên, mẹ Héloïse đã cảnh báo Marianne rằng cô từng từ chối tạo dáng cho hoạ sĩ vẽ vì cô không có ý định kết hôn. Do đó, Marianne chọn cách tiếp cận Héloïse dưới vai trò của một nữ quan, cùng Héloïse đi dạo hàng ngày để ghi nhớ những chi tiết nổi bật của Héloïse rồi vẽ lại.
Marianne hoàn thành bức chân dung nhưng không những cô từ chối bội tín với Héloïse, mà còn cho Héloïse xem bức tranh và lý do thực sư Marianne đang ở đây. Marriane phá hủy bức tranh ngay sau khi Héloïse chỉ trích bức tranh một cách thậm tệ. Trước khi mẹ Héloïse đuổi việc Marianne vì lý do nói trên, Héloïse, trước sự bất ngờ của mẹ mình, đồng ý tạo dáng cho bức chân dung mới, nhờ đó mà giữ chân Marianne lại thêm được một tuần. Trong thời gian mẹ Héloïse không ở trên đảo, Héloïse và Marriange ngày càng trở nên gần nhau hơn. Một đêm nọ, Héloïse, Marianne, cùng cô hầu Sophie cùng đọc câu chuyện về Orpheus và Euridice rồi tranh luận về lý do tại sao Orpheus quay đầu lại nhìn Euridice. Một lần khác, Héloïse và Marianne giúp Sophie đi phá thai, trước khi cả ba cùng tham gia một nhóm phụ nữ đang hát quanh đống lửa. Đột nhiên, váy của Héloïse bắt đầu bắt lửa nhưng may mắn đã được dập tắt ngay sau đó.
Sáng sớm hôm sau, Marianne và Héloïse đi bộ tới một hang động, cùng nhau chia sẻ nụ hôn đầu tiên, và đêm đó, lần đầu tiên ở bên nhau. Không cần phải nói, tình cảm mà hai người dành cho nhau tiếp tục phát triển mạnh mẽ, chỉ để bị gián đoạn bởi sự trở về của mẹ Héloïse. Để không quên nhau, Mariane vẽ lại một bức chân dung nhỏ của Héloïse trên mặt trong đồng hồ của cô, đồng thời tự họa mình vào phần trống trang số 28 trong quyển sách của Héloïse. Khi Marianne sắp ra khỏi lâu đài, Marianne bất chợt nghe thấy Héloïse gọi cô, như cách Eurydice đã gọi Orpheus, "Quay lại đây". Marianne quay đầu lại và thấy Héloïse trong bộ váy cưới màu trắng tinh khôi.
Quay trở về hiện tại, Marianne cho học viên của mình biết cho tới giờ, cô đã bắt gặp Héloïse thêm ít nhất hai lần: Lần đầu tiên, ở trong một buổi triển lãm tranh, Marriane thấy Héloïse trong một bức chân dung với con gái mình, tay phải giữ một cuốn sách mở ra ở trang 28, trang sách mà ngày trước Marianne đã tự họa chân dung mình lên. Lần khác, Marianne nhận ra Héloïse đang ngồi ở tầng đối diện trong một buổi hoà nhạc của Vivaldi, Héloïse cảm xúc dâng trào trước concerto thứ ba của bản Mùa Hạ, bản nhạc mà Marianne đã chơi trên Harpsichord cho cô trước đây.

## Diễn viên
- Noémie Merlant: Marianne
- Adèle Haenel: Héloïse
- Luàna Bajrami: Sophie
- Valeria Golino: Nữ bá tước - Mẹ Héloïse
- Barel Christel: Bà đỡ
- Armande Boulanger: Học viên vẽ tranh
- Guy Delamarche: Người đàn ông trong phòng khách
- Clement Bouyssou: Người chèo thuyền
- Michéle Clément: Một nông dân
- Morile: Một nông dân

## Sản xuất
Tháng 9 năm 2018, Adèle Haenel thông báo rằng cô đã tìm thấy đạo diễn cho phim điện ảnh thứ tư của mình, 11 năm sau Sự ra đời của bạch tuộc (2007). Phim bắt đầu quay từ ngày 15 tháng 10 năm 2018 ở Saint-Pierre-Quiberon, phía bắc bán đảo Quiberon và ở Brech, cho đến ngày 24 tháng 10 năm 2018. Những cảnh tiếp theo quay ở Paris cho đến ngày 10 tháng 12 năm 2018. Jean-Baptiste de Laubier đã cần phải tìm ba lần trước khi tìm thấy nhạc sĩ phù hợp để cùng sáng tác nhạc cho phim . Nhạc sĩ đó là Arthur Simonini. Hélène Delmaire là họa sĩ vẽ phần lớn các bức họa trong phim.

## Đón nhận
Phim được đón nhận nhiệt tình và thu thập nhiều giải thưởng và lời khen ngợi không những từ các nhà phê bình mà cả công chúng.

Theo Jérémy Piette của tờ Liberation, 
Portrait de la jeune fille en feu là một trong những phim điện ảnh rất đẹp khiến người ta muốn làm phim, xem phim, hay hi vọng mọi người

 và đề nghị: 
sẽ có một cái nhìn mới thoát ra khỏi những tiêu chuẩn thông thường.

.

Tạp chí Première ca ngợi Portrait de la jeune fille en feu
là một phim điện ảnh với sự tinh tế vô hạn

xứng đáng là Pantheon của một trong những câu chuyện tình cảm đẹp nhất của nghệ thuật thế kỷ VII.

, nhấn mạnh chất lượng khung ảnh và diễn xuất các nữ diễn viên , mà Télérama đã mô tả là 
thanh lịch và trữ tình

.

Trên chương trình radio Le Masque et la Plume, có hai nhóm ý kiến khác nhau: một bên đánh giá phim 
nực cười, học thuật

 hoặc 
thất vọng

, trong khi nhóm còn lại cho rằng phim
tráng lệ, [...] và vô cùng phong phú

, chỉ ra sự linh hoạt trong việc tiếp cận các chủ đề liên quan đến nghệ thuật, tình yêu và nữ quyền.
Trang Allociné cho biết điểm đánh giá trung bình là 4/5 .

### Phòng vé
- Pháp  : 305.437 vé [13]
- Ở nước ngoài  : 888 907 vé [14]

## Phân tích
Sáu trong số tám nhà báo của tờ Telerama đã xem tất cả các bộ phim cạnh tranh tại Cannes trong tháng 5 năm 2019, đã dự đoán Giải Nữ diễn viên xuất sắc nhất cho Adèle Haenel và Noémie Merlant . Tạp chí Première đã rất ngạc nhiên khi phim không nhận được giải thưởng danh giá ngoài Giải kịch bản xuất sắc nhất tại Cannes, ví dụ như Giải thưởng cho đạo diễn xuất sắc nhất, một giải thưởng kép cho Nữ diễn viên Xuất sắc nhất, thậm chí là Grand Prix .
Portrait de la jeune fille en feu là một  trong số ba phim nằm trong cuộc chạy đua làm đại diện cho Pháp tại Oscar năm 2020 , cùng với Ladj Ly và Les Misérables .

### Giải thưởng
- Liên hoan phim Cannes 2019  : 
  - Giải cho kịch bản hay nhất [19]
  - Queer Palm [20]
  - Giải thưởng Vulcan dành cho Nghệ sĩ - Nghệ thuật, đề cập đặc biệt cho Claire Mathon
- In&Out năm 2019: Dấu Và cho phim điện ảnh hay nhất
- Lễ trao giải điện ảnh châu Âu năm 2019: 
  - Biên kịch xuất sắc nhất cho Céline Sciamma
- Lễ Khai sáng lần thứ 25  : 
  - Nữ diễn viên xuất sắc nhất cho Noémie Merlant
  - Nhiếp ảnh đẹp nhất cho Claire Mathon
- Giải Cesar lần thứ 45  : 
  - Giải thưởng César cho Nhiếp ảnh tốt nhất cho Claire Mathon

### Đề cử
- Quả cầu vàng 2020: Phim nói tiếng nước ngoài hay nhất
- BAFTA 2020: Phim nói tiếng nước ngoài hay nhất
- Goyas 2020: Phim châu Âu hay nhất
- Cesar lần thứ 45 năm 2020: 10 đề cử 
  - Giải thưởng César cho Phim hay nhất cho Céline Sciamma (đạo diễn) và Bénédicte Couvreur (nhà sản xuất)
  - Giải thưởng César cho Giám đốc xuất sắc nhất cho Céline Sciamma
  - Giải thưởng César cho Nữ diễn viên xuất sắc nhất cho Adèle Haenel
  - Giải thưởng César cho Nữ diễn viên xuất sắc nhất cho Noémie Merlant
  - Giải thưởng César cho nữ diễn viên có triển vọng nhất cho Luàna Bajrami
  - Giải thưởng César cho kịch bản gốc hay nhất cho Céline Sciamma
  - Giải thưởng Cesar cho thiết kế trang phục xuất sắc nhất cho Dorothée Guiraud
  - Giải thưởng César cho thiết kế hiện tường xuất sắc nhất cho Thomas Grézaud
  - Giải thưởng César cho âm thanh xuất sắc nhất cho Julien Sicart, Valérie de Loof và Daniel Sobrino

### Lựa chọn
- Liên hoan phim Cannes 2019: lựa chọn chính thức
- Liên hoan phim Cabourg 2019: lựa chọn đặc biệt
- Liên hoan phim quốc tế Toronto 2019: lựa chọn trong phần Trình bày đặc biệt

### Bài viết liên quan
- Thập niên 1770 tại Pháp
- Họa sĩ trong phim điện ảnh

## Phụ lục